# Cortesía

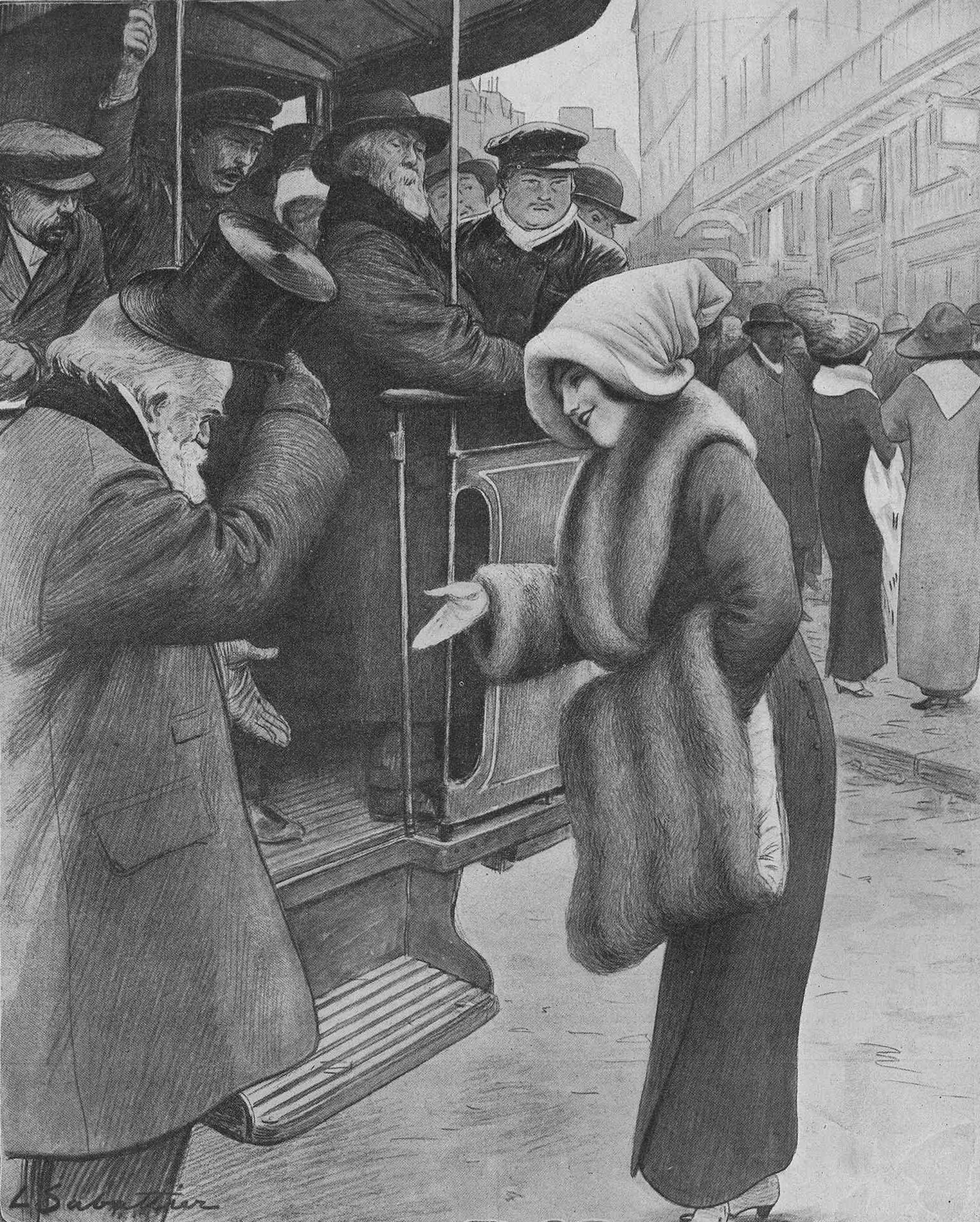
Escena callejera parisiense. Galantería de antaño en el París de hogaño: en la parada del autobús, el anciano amable y la señora.

La cortesía o cortesanía es un comportamiento humano ajustado a la urbanidad, el respeto y las buenas costumbres. En la mejor expresión, es el uso práctico de las normas de etiqueta de una sociedad. Es un fenómeno cultural y lo que se considera cortés en una cultura puede a menudo ser absolutamente grosero o simplemente extraño en otra. Su etimología proviene de corte, ya que el comportamiento ante el rey y la jerarquía nobiliaria medieval estaba rigurosamente controlado.
Mientras que la meta de la cortesía es hacer que todos los participantes de un encuentro se encuentren relajados y cómodos el uno con el otro, estos estándares culturales definidos se pueden manipular ocasionalmente para infligir vergüenza en una de las partes.
Los sociólogos Penélope Brown y Stephen Levinson identificaron dos clases de cortesía, derivando del concepto de Erving Goffman de imagen (face en inglés):
- Cortesía negativa: Haciendo una petición menos transgresora, por ejemplo: si a usted no le importa... o si no es demasiada molestia...; respeta el derecho de una persona de actuar libremente. Significa deferencia. Hay un mayor uso de elementos indirectos del discurso.
- Cortesía positiva: Busca establecer una relación positiva entre las dos partes; respeta la necesidad de una persona de gustar y de ser entendido. Los elementos directos del discurso, los juramentos y las máximas de Paul Grice se pueden considerar aspectos de la cortesía positiva porque: 
  - Demuestran el conocimiento de que la relación es bastante fuerte para hacer frente a lo que normalmente sería considerado descortés (en la comprensión popular del término);
  - Articulan un conocimiento de los valores de la otra persona, que satisface el deseo de la persona de ser aceptado.

Algunas culturas parecen preferir una de estas clases de expresión de cortesía. De esta manera la cortesía está culturalmente definida.

## Formas de mostrar cortesía
Existen diferentes formas de mostrar cortesía:
- Expresar incertidumbre y ambigüedad con expresiones minorizantes e indirectas.
- Uso del eufemismo (que hacen uso ambigüedad así como la connotación)
- Preferir preguntas cortas para dirigir declaraciones, tales como usted estaba en el almacén, ¿no es así?
  - Preferir preguntas cortas que afirmaciones directas: usted no ha ido al almacén todavía, ¿verdad?
  - Las etiquetas afectivas indican la preocupación por el oyente: usted no ha estado aquí mucho tiempo, ¿verdad?
    - Los suavizadores reducen la fuerza de lo que sería una petición brusca: ¿podría usted alcanzarme eso?
    - Expresiones facilitadoras invitan al destinatario a comentar la petición que ha sido hecha: usted puede hacer eso, ¿no es así?

## Herramientas lingüísticas
Además de lo dicho anteriormente, muchos idiomas tienen medios específicos para demostrar cortesía, deferencia, respeto, o un reconocimiento de la posición social del emisor y del receptor. Hay dos maneras principales en las cuales un registro dado demuestra cortesía: 
- En su léxico: por ejemplo, empleando ciertas palabras en ocasiones formales, y formas familiares en contextos informales.
- en su morfología: por ejemplo, usar verbos modales: deber y poder y sus formas verbales en todos sus sentidos dan distintos matices de educación y sentido.

## Crítica a la teoría
La teoría de Penelope Brown y Stephen Levinson de la teoría de la cortesía ha sido criticada como no siendo universalmente válida, por los lingüistas que trabajaban con idiomas orientales, incluyendo japonés: Matsumoto (1988) e Ide (1989) que Brown y Levinson asumen el uso volitivo del hablante de la lengua, lo que permite el uso creativo del hablante de cara a mantener estrategias hacia el destinatario. En culturas asiáticas del este como Japón, la cortesía se alcanza no tanto en base de la volición como en el discernimiento (wakimae, encontrar el lugar de cada uno), o de normas sociales prescritas. Wakimae se orienta hacia la necesidad del reconocimiento de las posiciones o del papel de todos los participantes así como adherencia a las normas formales apropiadas a la situación particular.
El japonés es quizás el ejemplo más conocido de un idioma que codifique cortesía en su misma base. El japonés tiene dos niveles principales de cortesía, uno para los conocidos íntimos, familia y los amigos y otro para otros grupos, y la morfología del verbo refleja estos niveles. Además de esa, algunos verbos tienen formas suplementarias hiper-corteses especiales. Esto sucede también con algunos sustantivos y pronombres interrogativos. El japonés también emplea diversos pronombres personales para cada persona según género, edad, fila, el grado de conocido y otros factores culturales. 
Algún estudio (Lakoff, 1976; Beeching, 2002) ha demostrado que las mujeres son más propicias a utilizar fórmulas de la cortesía que los hombres, aunque las diferencias exactas no están claras.